# 军事辖区 (纳粹德国)
二战期间，纳粹德国在占領區上建立了以军事为主导的政权，被称为军事管辖占领区（德语：Militärverwaltung）。这些政权不同于由纳粹党领导的帝国咨政院（Reichskommissariate）。军事管辖占领区通常由一名 "军事指挥官"（Militärbefehlshaber，官方缩写为MilBfh.）领导。

## 位置
- 比利時及北法蘭西軍事行政區
- 德占法国军事管辖区
- 軸心國佔領希臘時期
- 盧森堡軍事管轄區
- 塞爾維亞軍事管轄區
- 陆军集团军后方区域指挥部
- 波蘭軍事管轄區